# (15453) Brasileirinhos
(15453) Brasileirinhos es un asteroide del cinturón de asteroides descubierto el 12 de diciembre de 1998 por el astrónomo Orlando Naranjo desde el observatorio astronómico nacional de Llano del Hato, ubicado en la Cordillera de Mérida, Venezuela.
El término brasileirinhos significa ‘brasileños jóvenes’. El nombre fue escogido por los ganadores del tercer Gran Desafío del Museo Exploratorio de Ciencias de la Universidad Estatal de Campinas, Brasil, como una forma de alentar a los estudiantes a destacarse en sus estudios.
Posee una excentricidad de 0,0817901 y un inclinación de 3,13864º.